# Armes Beaumont
Edward Armes Beaumont (* 15. Dezember 1842 in St Faith's/Norfolk; † 17. Juli 1913 in Melbourne) war ein australischer Sänger (Tenor).
Beaumont kam 1848 mit seiner Familie nach Melbourne und besuchte dort eine private Schule. Seine ersten Erfahrungen als Sänger sammelte er als Mitglied des Chores der Brunswick Street Wesleyan Chapel. Seinen ersten Auftritt als Solist hatte er 1861, als er beim jährlichen Weihnachtskonzert der Melbourne Musical Union als Vertretung von Henry Squires, der erkrankt war, den Tenorpart in Händels Messiah übernahm. 1862 begleitete er unter der Leitung von Robert Sparrow Smytheden Geiger Horace Poussard und den Cellisten René Douay auf einer Konzerttournee durch Südaustralien und Neuseeland.
Sein Debüt als Opernsänger hatte Beaumont 1863 mit William Saurin Lysters Theatertruppe an der Seite der Primadonna Rosalie Durand als Thaddeus in Michael William Balfes The Bohemian Girl. Im Haymarket Theatre von Melbourne debütierte er 1864 in Gaetano Donizettis Daughter of the Regiment. In den Folgejahren nahm er an den Konzerttourneen von Lysters Theatertruppe teil. Anfang 1867 verlor er bei einem Schießunfall ein Auge, stand aber bereits zum Ende des Jahres wieder zwölfmal in Folge in der Titelrolle von Gioachino Rossinis Guillaume Tell auf der Bühne.
1868 ging er mit Lysters Theatertruppe nach Amerika und lebte nach deren Auflösung in San Francisco. Als Lyster 1870 mit der neu gegründeten Lyster Smith Opera Company erneut nach Australien aufbrach, schloss sich Beamont ihm wieder an und war weitere zehn Jahre auf Konzerttournee. Lyster, der mit ihm eng befreundet war, hinterließ ihm nach seinem Tod 1880 ein beträchtliches Erbe, von der er bis zur Wirtschaftsdepression von 1890 leben konnte.
Danach gründete Beaumont eine eigene Konzertgesellschaft, der auch Rosina Palmer und  John Lemmoné angehörten. Mit dieser trat er bis 1894 im australasischen Raum auf. Danach widmete er sich ausschließlich der Lehrtätigkeit.